# RIV
RIV (akronym för Roberto Incerti & C. - Villar Perosa) var en italiensk kullagertillverkare, och producent av ammunition. Det blev en del av SKF 1965.
Bolaget grundades 1904 i Villar Perosa i Turin av Roberto Incerti. Incerti ingick ett partnerskap med Fiat 1906 som 1908 tog över bolaget. Det blev åter självständigt 1919 med Fiat som fortsatt aktieägare i bolaget. 1943, 1944 och 1945 bombades fabriken och 70 medarbetare omkom.
1965 köpte SKF in sig i bolaget som då fick namnet RIV-SKF (RIV-SKF Officine di Villar Perosa S.p.A.). 1971 lades fabriken i Turin ned. 1979 tog SKF över bolaget helt sedan man köpt Fiats resterande del. Fiats Giovanni Agnelli satt med i SKF:s styrelse under 1970-talet. På 1980-talet integrerades RIV helt i SKF och verksamheten i Italien fick namnet SKF Industrie S. p. a.